# Progomphus approximatus
Progomphus approximatus är en trollsländeart som beskrevs av Belle 1966. Progomphus approximatus ingår i släktet Progomphus och familjen flodtrollsländor. Inga underarter finns listade i Catalogue of Life.